# Liste der Naturdenkmale in Eningen unter Achalm
| Naturdenkmale | Anzahl |
| ------------- | ------ |
| FND           | 5      |
| END           | 21     |
| Gesamt        | 26     |

Die Liste der Naturdenkmale in Eningen unter Achalm nennt die verordneten Naturdenkmale (ND) der im baden-württembergischen Landkreis Reutlingen liegenden Gemeinde Eningen unter Achalm. In Eningen unter Achalm gibt es insgesamt 26 als Naturdenkmal geschützte Objekte, davon 5 flächenhafte Naturdenkmale (FND) und 21 Einzelgebilde-Naturdenkmale (END).
Stand: 31. Oktober 2016.

## Flächenhafte Naturdenkmale (FND)
| Name                           | Bild | Kennung     | Einzelheiten         | Position | Fläche Hektar | Datum         |
| ------------------------------ | ---- | ----------- | -------------------- | -------- | ------------- | ------------- |
| Halbtrockenrasen „Petersteich“ | BW   | 84150190022 | Eningen unter Achalm | ⊙        | 0,6           | 11. Mai 1992  |
| Lindenallee u. Baumgruppe      |      | 84150190019 | Eningen unter Achalm | ⊙        | 0,7           | 11. Mai 1992  |
| Tuffterrassen                  | BW   | 84150190013 | Eningen unter Achalm | ⊙        | 0,9           | 11. Mai 1992  |
| Vulkanembryo                   | BW   | 84150190011 | Eningen unter Achalm | ⊙        | 16,1          | 19. Dez. 1979 |
| Weiher                         | BW   | 84150190020 | Eningen unter Achalm | ⊙        | 0,2           | 11. Mai 1992  |
| Legende für Naturdenkmal       |      |             |                      |          |               |               |

## Einzelgebilde (END)
| Name                                                                | Bild | Kennung     | Einzelheiten                          | Position | Fläche Hektar | Datum         |
| ------------------------------------------------------------------- | ---- | ----------- | ------------------------------------- | -------- | ------------- | ------------- |
| Arbachquelle                                                        |      | 84150190222 | Eningen unter Achalm                  | ⊙        | 0,0           | 21. Okt. 1993 |
| Baumreihe auf der Eninger Weide (24 Bäume)                          | BW   | 84150190212 | Eningen unter Achalm                  | ⊙        | 0,0           | 21. Okt. 1993 |
| Eiche                                                               | BW   | 84150190206 | Eningen unter Achalm                  | ⊙        | 0,0           | 21. Okt. 1993 |
| Eisenlochquelle                                                     |      | 84150190223 | Eningen unter Achalm                  | ⊙        | 0,0           | 21. Okt. 1993 |
| Fichte                                                              | BW   | 84150190217 | Eningen unter Achalm                  | ⊙        | 0,0           | 21. Okt. 1993 |
| Friedhofslinden (44 Bäume), 6 Bäume gefällt                         |      | 84150190207 | Eningen unter Achalm                  | ⊙        | 0,0           | 21. Okt. 1993 |
| Gutenberg-Linde                                                     |      | 84150190209 | Eningen unter Achalm                  | ⊙        | 0,0           | 21. Okt. 1993 |
| Linde bei der Quelle Bürzlen                                        |      | 84150190205 | Eningen unter Achalm                  | ⊙        | 0,0           | 21. Okt. 1993 |
| Linde                                                               |      | 84150190201 | Eningen unter Achalm                  | ⊙        | 0,0           | 21. Okt. 1993 |
| Lindenallee mit Eschen u. Ahorne (50 Bäume) (diverse Bäume gefällt) |      | 84150190213 | Eningen unter Achalm                  | ⊙        | 0,0           | 21. Okt. 1993 |
| Lindenallee mit Eschen (45 Bäume)                                   |      | 84150190214 | Eningen unter Achalm                  | ⊙        | 0,0           | 21. Okt. 1993 |
| Lindenallee (38 Bäume)                                              |      | 84150190215 | Eningen unter Achalm                  | ⊙        | 0,0           | 21. Okt. 1993 |
| Lindenallee (72 Bäume)                                              | BW   | 84150190219 | Eningen unter Achalm                  | ⊙        | 0,0           | 21. Okt. 1993 |
| Lindenallee (73 Bäume)                                              | BW   | 84150190220 | Eningen unter Achalm                  | ⊙        | 0,0           | 21. Okt. 1993 |
| Weidbuche                                                           | BW   | 84150190221 | Eningen unter Achalm                  | ⊙        | 0,0           | 21. Okt. 1993 |
| Weide                                                               | BW   | 84150190202 | Eningen unter Achalm                  | ⊙        | 0,0           | 21. Okt. 1993 |
| Weißbuchengruppe (7 Bäume)                                          |      | 84150190216 | Eningen unter Achalm                  | ⊙        | 0,0           | 21. Okt. 1993 |
| 2 Roßkastanien                                                      |      | 84150190208 | Eningen unter Achalm                  | ⊙        | 0,0           | 21. Okt. 1993 |
| 2 Weidbuchen                                                        | BW   | 84150190211 | Eningen unter Achalm                  | ⊙        | 0,0           | 21. Okt. 1993 |
| 3 Flaumeichen                                                       | BW   | 84150190210 | Eningen unter Achalm                  | ⊙        | 0,0           | 21. Okt. 1993 |
| 7 Linden beim Albgut Lindenhof                                      | BW   | 84150190218 | Eningen unter Achalm ehemals 8 Linden | ⊙        | 0,0           | 21. Okt. 1993 |
| Legende für Naturdenkmal                                            |      |             |                                       |          |               |               |

## Ehemalige Naturdenkmale
Im Vergleich mit Naturdenkmalliste von 1978 sind einige Naturdenkmale abgegangen oder aufgehoben worden:
| Name         | Bild | Standort                    | Einzelheiten |
| ------------ | ---- | --------------------------- | ------------ |
| 10 Linden    |      | Eningen, Gewann Bürzlen     |              |
| 3 Linden     |      | Eningen, Gewann Bürzlen     |              |
| Sommerlinde  |      | Eningen, beim Schulhaus     |              |
| Silberpappel |      | Eningen, Gewann Eifertshöhe |              |